# Glasebach (Bauerngraben)
Der Glasebach ist ein Bach im Unterharz in Sachsen-Anhalt.
Er entspringt bei Dietersdorf östlich des Quellgebietes der Nasse und südlich des Quellgebietes der Schöneberger Wipper, einem Quellfluss der Wipper. Der Glasebach durchfließt das Borntal und hat bei Agnesdorf einen Zufluss. Anschließend durchfließt er den Bauerngraben, wo er im südlichen Teil des Seebeckens im jüngeren Gips versickert.
Der Verbleib des über ein Karstsystem verschwindenden Wassers ist noch nicht vollständig geklärt. Ein Teil des Wassers füllt das auch als Questenhöhle bezeichnete Heckersloch, das über den Breitunger Erbstollen gelöst wird. Wasser tritt u. a. aus der Wickeröder Hüttenquelle wieder aus.
Ein Austritt von Teilen des Wassers im Försterloch, in der Heimkehle, wurde bereits 1767 vermutet, ist aber nicht belegt.

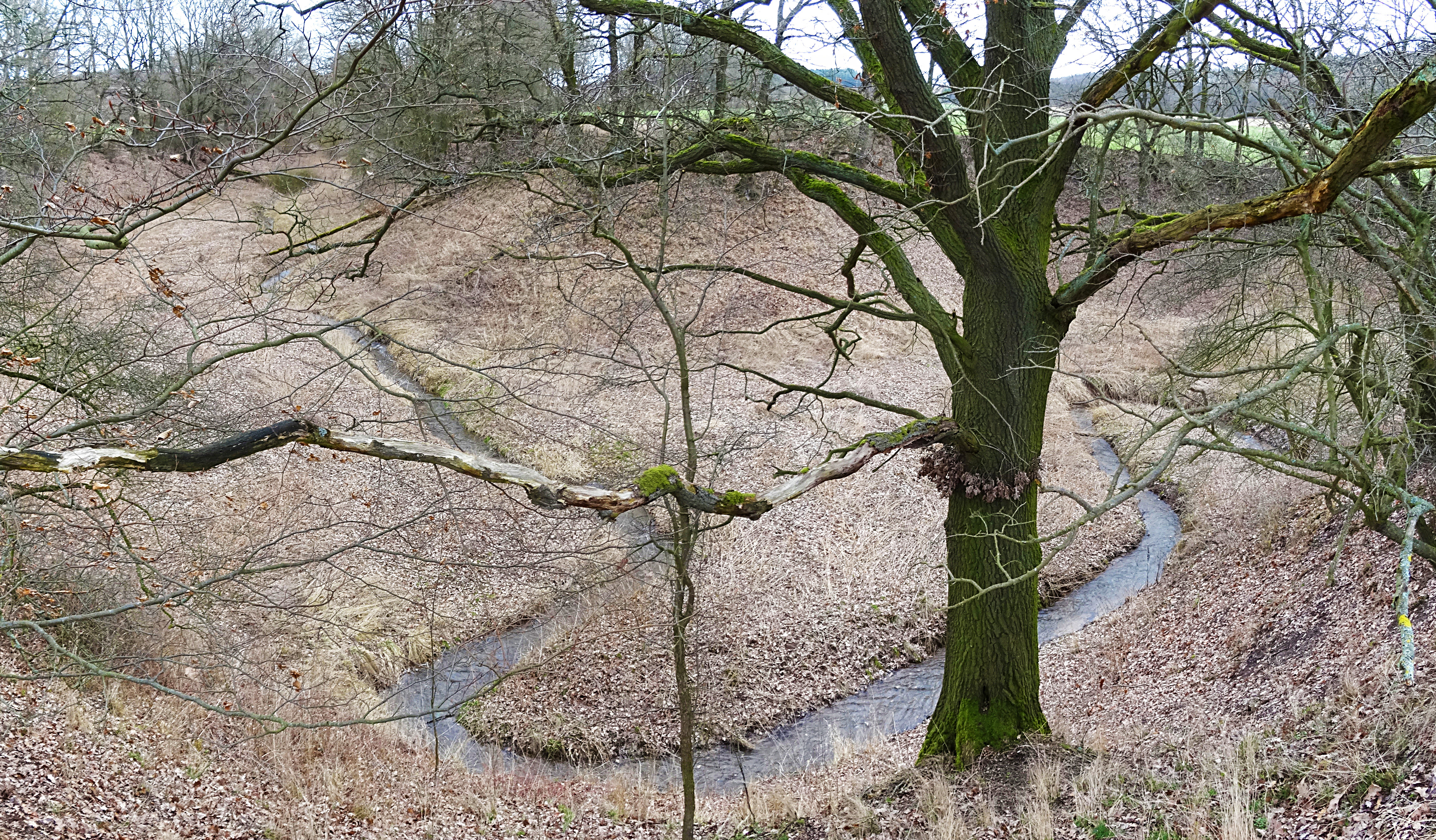
Eintritt in den Bauerngraben

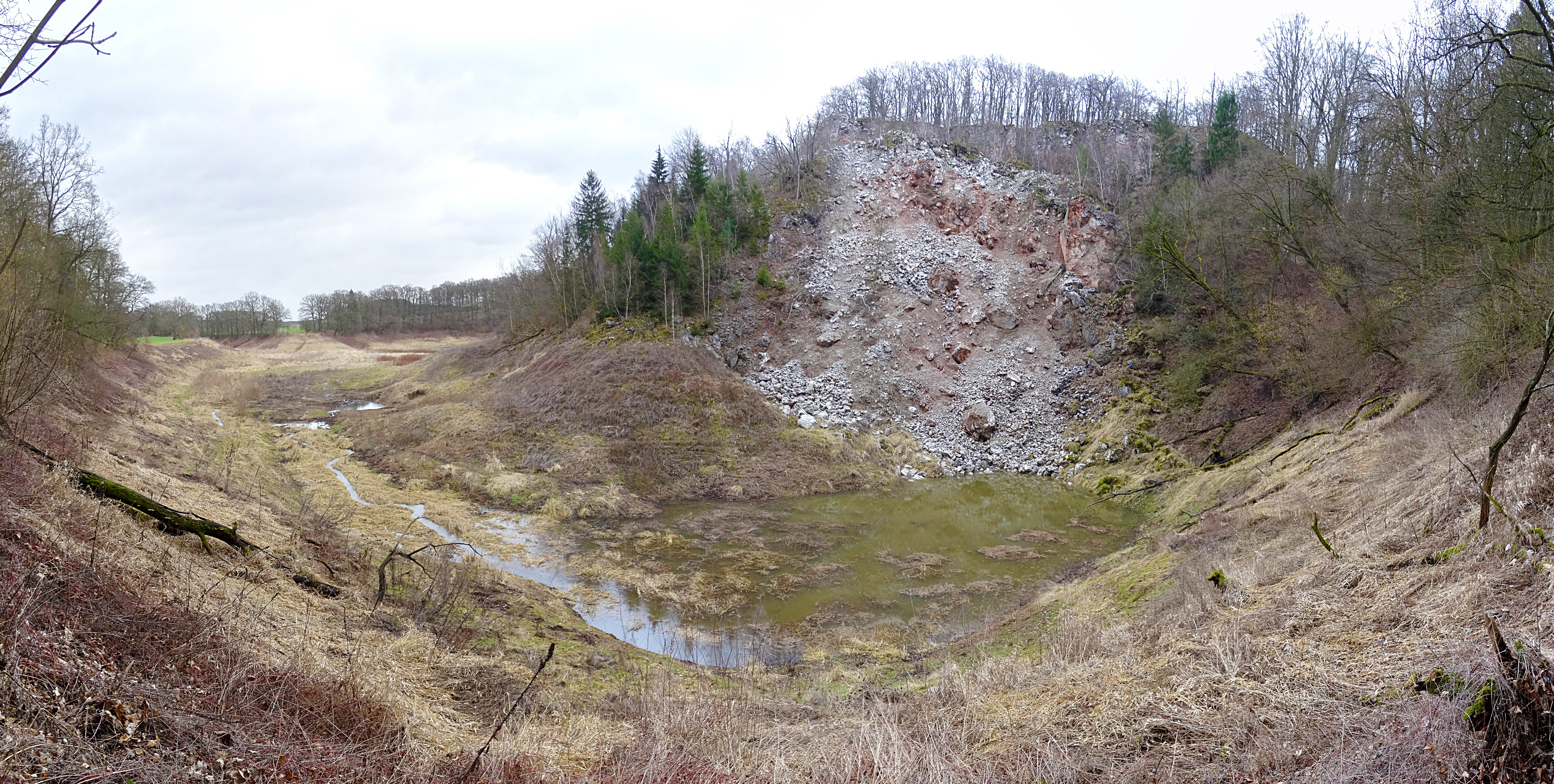
Der Glasebach durchfließt den Bauerngraben